# جامعة غيورغي أساكي التقنية في ياش

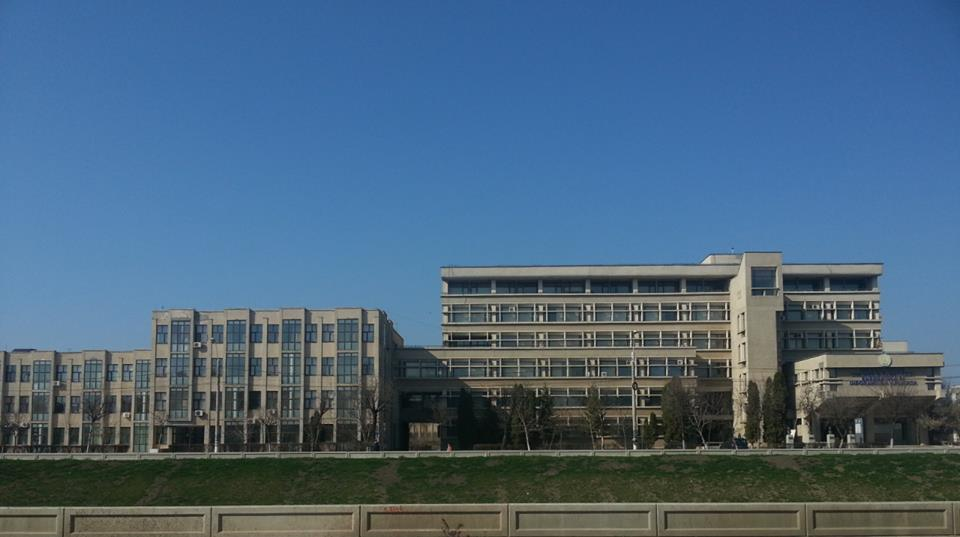
كلية هندسة الطاقة والزراعة

جامعة غيورغي أساكي التقنية في ياش (بالرومانية:Universitatea Tehnică „Gheorghe Asachi” din Iași) مؤسسة للتعليم العالي وتقع في مدينة ياش، رومانيا. في عام 2011، تم تصنيفها في الفئة الأولى في الجامعات الرومانية.